# Gaston Alibert
Gaston Alibert, född 22 februari 1878 i Paris, död 26 december 1917 i Paris, var en fransk fäktare.
Alibert blev olympisk guldmedaljör i värja vid sommarspelen 1908 i London.